# Diamantbarsch
Der Diamantbarsch (Enneacanthus obesus), auch Schwarzgebänderter Sonnenbarsch genannt, gehört zu den Sonnenbarschen (Centrarchidae).

## Verbreitung
Sein Verbreitungsgebiet liegt im Osten der USA, von der Nordgrenze Massachusetts’ bis in den Süden Floridas. Er bevorzugt stark bewachsene, stehende oder ruhig fließende Gewässer. In Mitteleuropa wurden sie an einigen Stellen durch den Menschen eingeführt. Die Populationen konnten sich aber nicht behaupten.

## Körperbau und Färbung
Die bis 10 Zentimeter lang werdenden Tiere haben eine hochrückige, seitlich zusammengedrückte typische Barschgestalt. Sie sind hell- oder olivbraun mit 5 bis 8 dunklen, senkrechten Binden auf den Flanken. Diese werden zusätzlich von zahlreichen messingfarbenen, grünen oder blauen kleinen Punkten bedeckt. In der Laichzeit sind die Männchen kräftiger gefärbt.

## Fortpflanzung
Der Diamantbarsch laicht in einer kleinen Mulde in der Nähe von Wasserpflanzen. Beim Laichakt wedelt das Weibchen mit dem Schwanz, so dass die befruchteten Eier in die Pflanzen gespült werden. Es werden bis zu 500 Eier abgelegt. Das Männchen übernimmt anschließend die Bewachung der Brut. Es schützt die Eier vor Fressfeinden und fächelt ihnen immer wieder frischen Sauerstoff zu, damit sich die Eier besser entwickeln können. Nach zwei bis drei Tagen schlüpfen nun die Jungen. Ist der Dottersack der Larven verbraucht erlischt der Brutpflegeinstinkt der Tiere.

## Aquaristik
Der Diamantbarsch wird in der Aquaristik in einem so genannten Kaltwasseraquarium gepflegt. Die Wassertemperatur sollte zwischen 10 und 22 Grad Celsius liegen. Der pH-Wert, bei dem sich diese Fische wohl fühlen, liegt bei 7,0 bis 7,5. Gegenüber Schwankungen des pH-Wertes sind die Fische sehr empfindlich. Deshalb muss der Pfleger beim Umsetzen oder beim Wasserwechsel vorsichtig sein. Das Aquarium sollte bepflanzt sein und neben einem weichen Bodengrund auch Steine und Wurzeln enthalten. Dies nutzen die Tiere, um im Becken Reviere abzugrenzen und sich zu verstecken. Der Diamantbarsch gilt allerdings als anspruchsvoll in der Fütterung. Trockenfutter nimmt er meist nicht an; er muss mit Lebendfutter versorgt werden.